# Barthélemy de Pise
Pour les articles homonymes, voir Barthélemy.
Ne doit pas être confondu avec Barthélémy Aiutamicristo de Pise.
Barthélemy de Pise est un franciscain, né en 1338 à Rivano, en Toscane et mort le 4 novembre 1401 à Pise.
Il publia en 1399 les Conformités de S. François avec Jésus-Christ, livre singulier, dans lequel il égale le chef de son ordre au Fils de Dieu, et qui excita de grands scandales. Ce livre fut attaqué par Erasme Alber, ami de Luther, dans l’Alcoran des Cordeliers.

## Œuvre
- De conformitate vitae Beati Francisci ad vitam Domini Iesu, Tome I , Tome II .